# Bau-Bau
Bau-Bau o Baubau es la principal ciudad de la isla de Buton, en Indonesia. Baubau alcanzó el estatus de ciudad el 21 de junio de 2001, de acuerdo con la ley indonesia n.º 13 de 2001. Hay un puerto llamado Murhum que sirve a la ciudad como terminal de transbordadores, operados por la empresa nacional indonesia, Pelni.

## Historia
Durante el siglo XV, Bau-Bau fue el centro del reino de Buton (o reino de Wolio). No hay registros históricos de este reino, excepto una descripción en el texto de Nagarakretagama escrito por Mpu Prapanca en el periodo del reino Majapahit. Mpu Prapanca describió un pueblo llamado Buton o Butuni con su huerto y sistema de irrigación. Había un rey que gobernaba la zona.
En 1542, el reino se convirtió en sultanato con la llegada del islam a la zona.[cita requerida] El primer sultán de  Buton fue Lakilaponto, que gobernó con el nombre de Sultán Murhum Kaimuddin Khalifatul Khamis. El último sultán (el 38.º) fue Muhammad Falihi Kaimuddin, en 1960.

## Geografía
Geográficamente, Bau-bau se encuentra entre la latitud 5.21°S–5.33°S y la longitud 122.30°E–122.47°E, en la parte meridional del sureste de la región de Célebes. Bau-Bau limita al norte con el estrecho de Buton, al este con el subdistrito de Kapontori subdistrict, al sur con el subdistrito de Pasarwajo y al oeste con el subdistrito de Kadatua. El área de la ciudad es de alrededor de 221–km², con un área marítima de cerca de 30–km²
Topográficamente Bau-Bau consiste en montañas y colinas. Se produce una variación de la altitud entre 0 y 100 metros sobre el nivel del mar. Bau-Bau tiene pendientes de entre el 8 y el 30 %.
Al igual que otras ciudades indonesias, Bau-Bau se encuentra en una región de clima tropical. La temperatura es de alrededor de 29 °C a 33 °C durante el día y 20 °C a 29 °C durante la noche. El ecosistema es de lluvia tropical.

### Clima
| Parámetros climáticos promedio de Bau-Bau (1991-2020) | Parámetros climáticos promedio de Bau-Bau (1991-2020) | Parámetros climáticos promedio de Bau-Bau (1991-2020) | Parámetros climáticos promedio de Bau-Bau (1991-2020) | Parámetros climáticos promedio de Bau-Bau (1991-2020) | Parámetros climáticos promedio de Bau-Bau (1991-2020) | Parámetros climáticos promedio de Bau-Bau (1991-2020) | Parámetros climáticos promedio de Bau-Bau (1991-2020) | Parámetros climáticos promedio de Bau-Bau (1991-2020) | Parámetros climáticos promedio de Bau-Bau (1991-2020) | Parámetros climáticos promedio de Bau-Bau (1991-2020) | Parámetros climáticos promedio de Bau-Bau (1991-2020) | Parámetros climáticos promedio de Bau-Bau (1991-2020) | Parámetros climáticos promedio de Bau-Bau (1991-2020) |
| Mes                                                   | Ene.                                                  | Feb.                                                  | Mar.                                                  | Abr.                                                  | May.                                                  | Jun.                                                  | Jul.                                                  | Ago.                                                  | Sep.                                                  | Oct.                                                  | Nov.                                                  | Dic.                                                  | Anual                                                 |
| ----------------------------------------------------- | ----------------------------------------------------- | ----------------------------------------------------- | ----------------------------------------------------- | ----------------------------------------------------- | ----------------------------------------------------- | ----------------------------------------------------- | ----------------------------------------------------- | ----------------------------------------------------- | ----------------------------------------------------- | ----------------------------------------------------- | ----------------------------------------------------- | ----------------------------------------------------- | ----------------------------------------------------- |
| Temp. máx. media (°C)                                 | 31.8                                                  | 31.7                                                  | 31.7                                                  | 31.7                                                  | 31.6                                                  | 31.0                                                  | 31.1                                                  | 32.0                                                  | 33.0                                                  | 33.3                                                  | 32.8                                                  | 31.9                                                  | 32.0                                                  |
| Temp. media (°C)                                      | 28.1                                                  | 27.9                                                  | 27.9                                                  | 27.8                                                  | 27.6                                                  | 27.0                                                  | 26.6                                                  | 26.9                                                  | 27.6                                                  | 28.2                                                  | 28.4                                                  | 28.1                                                  | 27.7                                                  |
| Temp. mín. media (°C)                                 | 24.3                                                  | 24.0                                                  | 24.0                                                  | 23.8                                                  | 23.5                                                  | 22.9                                                  | 22.1                                                  | 21.7                                                  | 22.1                                                  | 23.1                                                  | 23.9                                                  | 24.2                                                  | 23.3                                                  |
| Fuente: Cuaca Baubau                                  |                                                       |                                                       |                                                       |                                                       |                                                       |                                                       |                                                       |                                                       |                                                       |                                                       |                                                       |                                                       |                                                       |

## Administración
La ciudad se divide en cuatro subdistritos:
1. Betoambari (34,34 km²) (15.54%)
2. Wolio (26,77 km²) (12.11%)
3. Sorawolio (82,25 km²) (37.67%)
4. Bungi (76,64 km²) (34.68%)

## Demografía
Se calcula que la población de la ciudad es de unos 120.000 habitantes,[cita requerida]. La economía de Bau-Bau está basada en los servicios: hostelería (30%), comercio (20%) -principalmente comercio marítimo. La agricultura supone alrededor del 20% de la actividad económica, siendo la producción de coco la más destacada. Bau-Bau es también un centro pesquero de importancia en la región de Célebes en la que se produce trepang (pepino marino).
En agosto de 2009, Los butoneses de Bau-Bau decidieron utilizar el alfabeto coreano, el Hangul, como sistema de escritura oficial para proteger su dialecto, el Cia-Cia.

## Transporte
El puerto de Murhum conecta a la ciudad y es también el principal acceso a la isla.  Hay conexiones direcatas con Yakarta y Kendari. Una flota de barcos de pasajeros pertenecientes a la compañía nacional indonesia PT Pelni atracan regularmente en Bau-Bau: Los barcos KM Bukit Siguntang, KM Ciremai, KM Dorolonda, KM Kelimutu, KM Sinabung y KM Lambelu (2008 sailing schedule). El transporte aéreo sólo existe mediante helicópteros.